# Rue Hilaire-Pader
La rue Hilaire-Pader (en occitan : carrièra Alari Padèr) est une voie de Toulouse, chef-lieu de la région Occitanie, dans le Midi de la France.

## Situation et accès

### Description
La rue Hilaire-Pader est une voie publique. Elle se situe dans le quartier de Barrière-de-Paris.
Elle naît dans le prolongement de la rue Alfred-Nobel, au carrefour de la rue Marius-Dulong. Rectiligne, orientée à l'est, longue de 141 mètres et large de 15 mètres, elle se termine au carrefour de l'avenue de Fronton. Elle est prolongée à l'est par la rue Marc-Miguet, qui aboutit à la rue Arthur-Rimbaud.
La chaussée compte une voie de circulation automobile dans chaque sens. Il n'existe pas d'aménagement cyclable.

### Voies rencontrées
La rue Hilaire-Pader rencontre les voies suivantes, dans l'ordre des numéros croissants (« g » indique que la rue se situe à gauche, « d » à droite) :
1. Rue Alfred-Nobel (g)
2. Rue Marius-Dulong (d)
3. Avenue de Fronton

### Transports
La rue Hilaire-Pader est desservie par les services de transports en commun Tisséo. Elle est parcourue par les lignes de bus 2959. Elle se trouve de plus à proximité de l'avenue de Fronton, parcourue par la ligne de Linéo L10, ainsi que de l'avenue des États-Unis, parcourue par les lignes de bus 1529. La station de métro la plus proche est La Vache, sur la ligne . 
Les stations de vélos en libre-service VélôToulouse les plus proches sont la station no 235 (8 rue Paul-Verlaine) et la station no 243 (96 avenue des États-Unis).

## Odonymie
Le nom de la rue honore la mémoire du peintre toulousain Hilaire Prader (1607-1677), qui vivait dans son atelier, rue Peyrolières. Il fut l'auteur de l'Album des parlementaires. Il a laissé trois tableaux à la cathédrale Saint-Étienne de Toulouse : Le Sacrifice d'Abraham, Le Triomphe de Joseph et Samson massacrant les Philistins. 
Lorsque la rue est aménagée, en 1927, on lui donna simplement le nom de rue des Tilleuls. En 1936, la municipalité socialiste d'Antoine Ellen-Prévot décida de célébrer la mémoire de Pierre-Joseph Proudhon (1809-1865), journaliste, économiste, philosophe, politique et sociologue français, figure majeure de l'anarchisme du milieu du XIXe siècle. Pendant la Seconde Guerre mondiale, cette nouvelle appellation, déplaisant à la municipalité d'André Haon, qui avait pris une sensibilité vichyste, la rue changea de nom le 27 mars 1941 pour celui d'Hilaire Pader,.

## Histoire

### Première moitié duXXesiècle

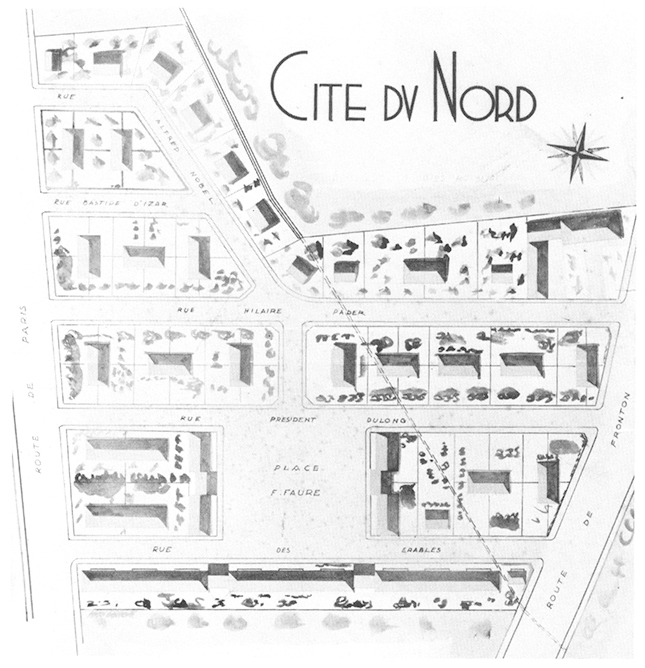
Plan de la cité du Nord, par Jean Montariol (1928).

À partir de 1924, Marius Dulong, conseiller municipal et président de l'office public d'habitations à bon marché (OPHBM) de Toulouse, se préoccupe d'offrir à la population ouvrière de la ville de meilleures conditions de logement. Il reçoit le soutien, à partir de 1925, de la municipalité socialiste de Étienne Billières. Il s'inspire du mouvement des cités-jardins, dont l'idée, théorisée par l'urbaniste britannique Ebenezer Howard à la fin du XIXe siècle, connaît depuis 1921 un fort développement dans la banlieue parisienne grâce à l'action de l'OPHBM du département de la Seine, et le soutien de plusieurs élus radicaux ou socialistes, tel le maire de Suresnes, Henri Sellier. 
Jean Montariol, architecte de la ville et de l'OPHBM, est chargé de la réalisation de plusieurs cités-jardins. Il dessine les plans de la cité du Nord, entre l'avenue de Paris (actuelle avenue des États-Unis) et l'avenue de Fronton, et desservie par plusieurs rues nouvelles – la rue des Marronniers (actuelle rue Alfred-Nobel), la rue des Lilas (disparue), la rue des Tilleuls (actuelle rue Hilaire-Pader), la rue des Acacias (actuelle rue Pierre-Marius-Dulong) et la rue des Érables –, autour de la place de la Cité-du-Nord (actuelle place Ferdinand-Fauré). Il s'agit de doter un des quartiers les plus déshérités de la ville : la cité-jardin compte 154 logements, mais aussi des lavoirs et des bains-douches (emplacement de l'actuel no 2). La cité du Nord est inaugurée le 10 juillet 1927 par Émile Berlia, député de la Haute-Garonne et président de l'OPHBM, quoique les travaux se poursuivent jusqu'en 1930. 
La rue des Tilleuls délimite la cité au nord, depuis l'avenue de Paris jusqu'à l'avenue de Fronton. Elle est bordée de vingt-sept maisons, pour la plupart jumelées et mitoyennes (seize du côté pair, onze du côté impair), et d'un immeuble, à l'angle de l'avenue de Fronton. Ces maisons simples, à un étage, possèdent toutes le confort moderne – électricité, chauffage et eau courante – et un jardin.

### Deuxième moitié duXXesiècle
Mais, à la fin du XXe siècle, la cité-jardin a vieilli et connaît des difficultés : dégradations, manque de confort, logements squattés. En août 2001, une partie de la cité du Nord – et particulièrement la rue Hilaire-Pader – est vouée à la démolition,,,. Toutes les maisons du côté nord de la rue, puis du côté sud, sont détruites. De nouveaux immeubles sont construits entre 2008 et 2018 par l'Office public d'aménagement et de construction (OPAC) de Toulouse. Une crèche municipale, la Boussole, confiée à la fondation des Apprentis d'Auteuil, accueille depuis septembre 2018 les enfants du quartier (actuel no 2).